# Cyclocorus lineatus
Espèce
Synonymes
- Lycodon lineatus Reinhardt, 1843

Statut de conservation UICN

 LC  : Préoccupation mineure
Cyclocorus lineatus est une espèce de serpents de la famille des Colubridae.

## Répartition
Cette espèce est endémique des Philippines. Elle se rencontre à Lubang, Luçon, Mindoro, Polillo, Negros, Cebu et Panay.

## Liste des sous-espèces
Selon The Reptile Database (14 février 2014) :
- Cyclocorus lineatus alcalai Leviton, 1967
- Cyclocorus lineatus lineatus (Reinhardt, 1843)

## Étymologie
Le nom spécifique lineatus vient du latin lineatus, rayé, en référence à l'aspect de ce serpent. La sous-espèce Cyclocorus lineatus alcalai est nommée en l'honneur d'Angel Chua Alcala

## Publications originales
- Leviton 1967 "1965" : Contributions to a review of Philippine snakes, IX. The snakes of the genus Cyclocorus. Philippine Journal of Science, vol. 94, no 4, p. 519-533 (texte intégral).
- Reinhardt, 1843 : Beskrivelse af nogle nye Slangearter. Det Kongelige Danske videnskabernes Selskabs Skrifter, vol. 10, p. 233-279 (texte intégral).